# Peter Phelps
Pour les articles homonymes, voir Phelps.
 (octobre 2010).
Si vous disposez d'ouvrages ou d'articles de référence ou si vous connaissez des sites web de qualité traitant du thème abordé ici, merci de compléter l'article en donnant les références utiles à sa vérifiabilité et en les liant à la section « Notes et références ».
Peter Phelps, né le 20 septembre 1960 à Sydney en Australie, est un acteur australien.

## Filmographie

### Cinéma
- 1983 : Undercover : Theo
- 1986 : Playing Beatie Bow : Judah/Robert
- 1987 : The Lighthorsemen : Dave Mitchell
- 1989 : Maya : Peter
- 1991 : Point Break : Bod Zlomu
- 1996 : Balckwater Trail : Frank
- 1996 : Zone 39 : Leo Megaw
- 2001 : Lantana : Patrick Phelan
- 2002 : October 32nd
- 2002 : Teesh and Trude : Rod
- 2003 : Ned Kelly

### Télévision
- 2009 : Rescue Unité Spéciale (TV) : Vince Marchello
- 1998 : Merlin (TV)
- 1998 : Stingers (TV) : Peter Church
- 1997 : One Way Ticket (TV) : Mick Webb
- 1997 : Reprisal (TV) : Borodin
- 1995 : Fire (TV) : Station Officer Nick 'The Boss' Connor
- 1995 : En quête de preuves (Blue Murder) (TV) : Abo Henry
- 1994 : Hartley, cœurs à vif (Heartbreak High) (TV) : Phil North
- 1993 : The Betrayal (TV) : Brian Petrie
- 1993 : R.F.D.S. (TV) : Dennis Taylor
- 1991 : Chances (en) (TV) : David Henson
- 1991 : Police Rescue (TV) : Zachranari
- 1989 - 1990 : Alerte à Malibu (TV) : Trevor Cole
- 1988 : Dirtwater Dynasty (TV) : David Eastwick
- 1987 : Rock n' Roll Cowboys (TV)
- 1986 : The challenge (TV) : Will Ballieu
- 1986 : Prime Time (TV)
- 1984 : Cobra Breakout (TV)
- 1981 - 1983 : Filles et garçons (TV) : John Palmer
- 1977 : The Restless Years (TV) : Kevin Ryan